# Farø
Farø es una isla de Dinamarca, ubicada entre las islas Selandia y Falster. Ocupa una superficie de 0,93 km² y alberga una población de 4 habitantes (2006)
Los puentes de Farø o farøbroerne conectan Selandia con Falster vía Farø.